# رافائل (کشتی)
رافائل با نام اصلیِ اس‌اس رافائلو (SS Raffaello) یک کشتی اقیانوس‌پیمای ایتالیایی بود که در سال ۱۹۷۶ به ایران فروخته شد. رافائل یکی از جاذبه‌های دیدنی و پرماجرای شهر بوشهر بود که در سال ۱۹۷۶ توسط دولت پهلوی، به عنوان تسویه بدهی تسهیلاتی ایتالیا که از سال‌ها قبل گرفته شد و دلیل آن هم عدم توانایی ایتالیایی‌ها برای بازپرداخت بدهی پیشینشان نیز بود. قرار بود هنر تاریخی طراحی ایتالیایی‌ها با هنر و صنعت مهندسی کشتی‌سازی آن زمان در هم ممزوج شود و دو شناور بزرگ را ایجاد کند. طراحی‌ها در ابتدا، دو کشتی را با بدنهٔ سیاه رنگ و دو دودکش بزرگ سفید نشان می‌داد. اما برخلاف دیدگاه سنتی کشتی‌سازان ایتالیایی، طراح این پروژه تصمیم به طراحی یک کشتی مدرن گرفت؛ بنابراین دوباره تیم طراحان دست به کار شدند و کشتی‌ای را با بدنهٔ سفید همراه با دو دودکش بزرگ مشبک به سرپرستی پروفسور «موتورینو» استاد دانشگاه پلی‌تکنیک تورین طراحی کردند. طراحی غریب و بی‌سابقه‌ای شده بود. در ۱۶ سپتامبر ۱۹۶۲ (یکشنبه ۲۵ شهریور ۱۳۴۱) ابتدا کلید ساخت خواهر کوچکتر، کشتی میکل آنژ زده شد. پنج ماه بعد ساخت جفت بزرگتر این کشتی آغاز شد و رافائل نیز رخ نشان داد. سه سال بعد در ۱۹۶۵ (۱۳۴۴ خورشیدی) بود که کشتی میکل آنژ به آب انداخته شد و سفر خود را میان بندر جنوا و نیویورک آغاز کرد. کمی بعد، رافائل به طول ۲۷۶ متر و عرض ۳۱ متر ساخته شد. رافائل را از همان ابتدا بسیار بزرگتر و مجلل تر ساخته بودند و فقط در دریای مدیترانه به سفرهای دریایی فرستاده می‌شد. پهنای کشتی رافائل ایتالیایی حدود ۶۰ متر و گنجایش ۱۸۰۰ مسافر را نیز داراست. این کشتی لقب شهرک دریایی را به خود گرفته و دلیل آن هم وجود امکانات متنوع و کافی بوده که در آن نیز فراهم بوده‌است. از جمله این امکانات نیز عبارتند از ۶ استخر مخصوص کودکان و بزرگسالان، ۷۵۰ سوئیت بزرگ و کوچک که در آن حمام‌هایی با مرمرهای گران‌بهای ایتالیایی نیز ساخته شده بودند. از دیگر امکانات کشتی رافائل می‌توان به سالن‌های سینما و تئاتر، زمین‌های ورزشی، استخر، هتل، تالارهای باشکوه، رستوران و … نیز اشاره کرد. هیچ‌کدام از کشورهای پیشرفتهٔ آن زمان چنین کشتی را نداشتند. هدف گرفتن رافائل، این بود که در یکی از جزایر ایران مستقر شود و جاذبه‌ای برای جهانگردان خارجی، از جمله ثروتمندان کشورهای حاشیه خلیج فارس باشد تا برای مدتی از امکانات تفریحی آن استفاده کنند.

## سرنوشت کشتی رافائل
در زمان جنگ ایران و عراق ، کشتی رافائل مورد هدف موشک های عراقی قرار گرفت و بسیاری از قسمت های آن خراب شد و اگرچه قابل تعمیر بود اما هیچ اقدامی برای نجات آن انجام نشد. تمام تجهیزات و امکانات کشتی در حد امکان باز شد، بطوریکه سیستم مخابراتی داخل کشتی در پایگاه دریایی بوشهر بعنوان یک تلفن داخلی مورد استفاده قرار می‌گرفت. همچنین سیستم مخابراتی این کشتی تا سال ۱۳۸۴ فعال بود و اغلب منازل مسکونی از آن استفاده می‌کردند.
در طول جنگ با یدک‌کش محل قرارگیری این کشتی را ۱۰۰۰ متر در کنار ساحل جابه‌جا کردند اما مجدد توسط یک موشک مورد اصابت قرار گرفته و بعدها به زیر آب رفت. بعد از آن نیز هیچ اقدامی برای نجات این مروارید گران بها انجام نشد و رافائل در اعماق خلیج فارس غرق شد و مورد هجوم غواصان محلی نیز قرار گرفت. تمامی گنجینه‌هایی که درون این کشتی به‌کار برده شده بود به یغما برده شد. بقایای این کشتی غرق شده هم اکنون در فاصله‌ی دو کیلومتری نیروگاه اتمی، و در عمق ۷ متری سطح آب است.

## نگارخانه

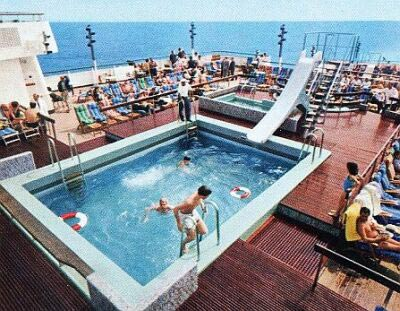
داخل کشتی رافائل
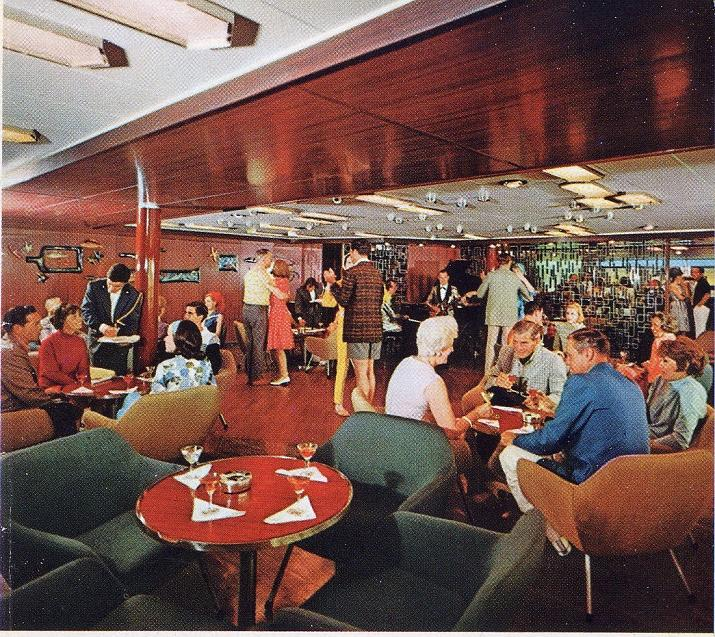
درون کشتی رافائل
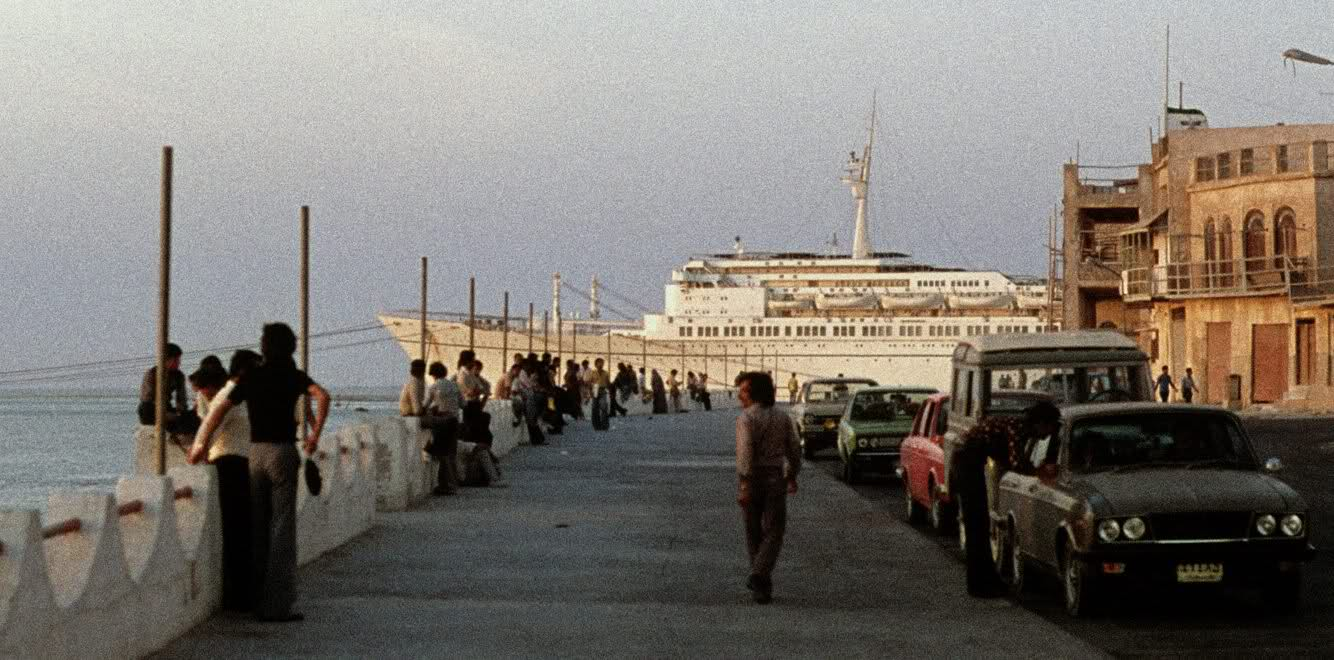
کشتی رافائل در بندر بوشهر